# Blind Harry

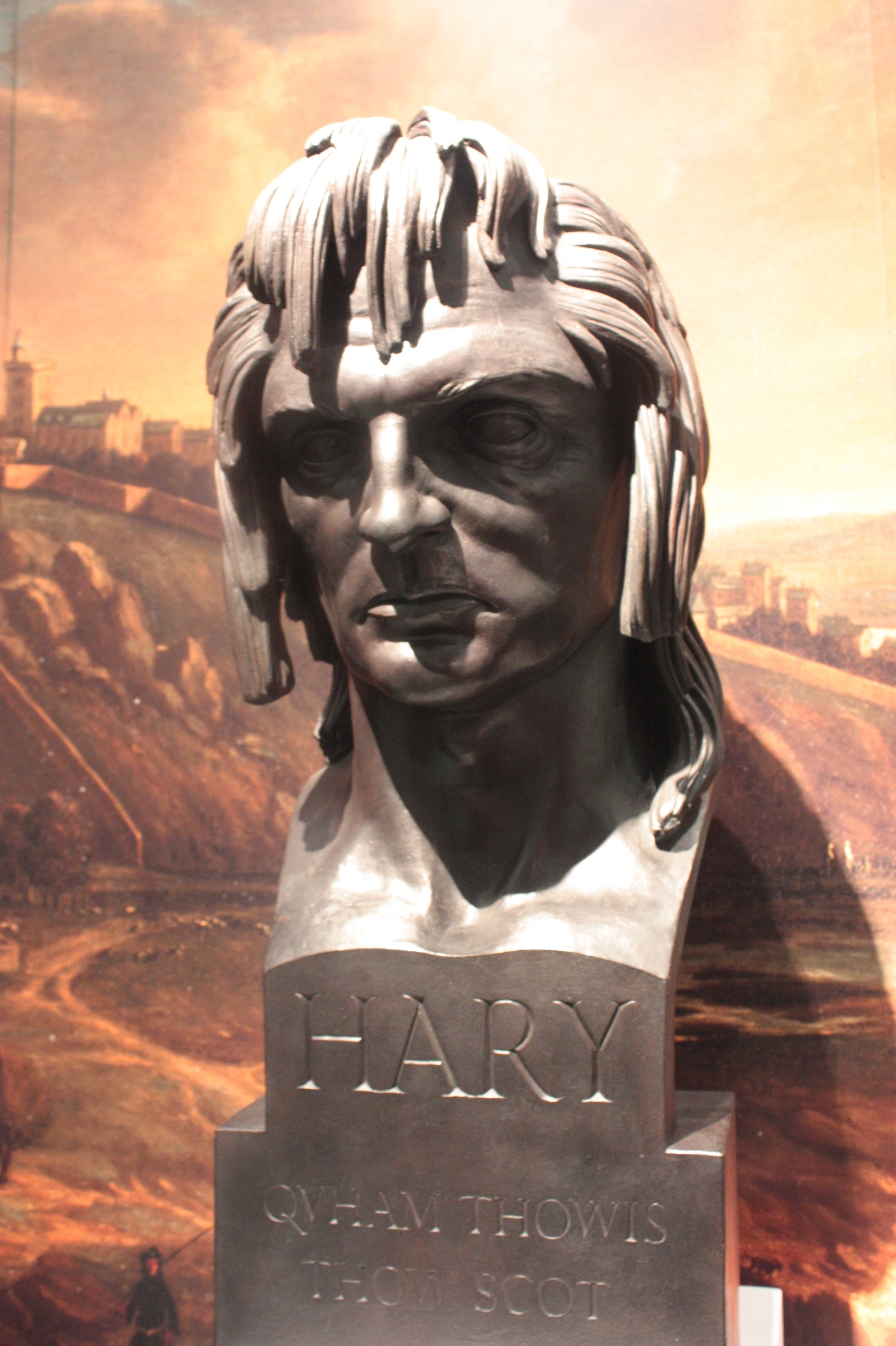
Büste von Blind Harry von Alexander Stoddart

Blinde Harry, auch Blind Hary, Henry the Minstrel, (* um 1440; † 1492) war ein blinder schottischer Dichter und fahrender Sänger (Minstrel) der Renaissance und wurde zu den Makars gezählt.
Über sein Leben ist wenig bekannt. Aus den Hofakten von Jakob IV. geht hervor, dass er Geldsummen als Neujahrsgeschenke erhielt und zuletzt im Januar 1492 eine Bezahlung für einen Auftritt mit zwei gälischen Harfenisten (Ersche clareschaw).
Es ist nicht genau bekannt, ob er von Geburt an blind war (wie William Dunbar in Lament of the Makers sowie John Major schrieben), da er aber wahrscheinlich einen militärischen Hintergrund hatte, ist er vermutlich erst später erblindet. Er trat in Adelshäusern auf.
Bekannt ist er für ein Gedicht auf William Wallace, The Wallace (The Actes and Deidis of the Illustre and Vallyeant Campioun Schir William Wallace), geschrieben um 1477. Es drückt anti-englische und pro-schottische Stimmungen aus und beruht wahrscheinlich auf mündlicher Überlieferung, auch wenn er laut Blind Harry auf dem Bericht des Kaplans von Wallace (Father John Blair) beruht, was vermutlich apokryph ist (ein solcher Bericht ist ansonsten nicht bekannt). Das Gedicht enthält historische Ungenauigkeiten bzw. Freiheiten (Schlachten, die nirgendwo anders belegt sind, eine fiktive Frankreichreise von Wallace und einen Feldzug bis in die Nähe Londons), und aufgrund seiner Länge (11 Bücher, rund 11.800 Verszeilen) und Heterogenität ist vermutet worden, dass noch andere Autoren beteiligt waren oder ein gelehrter Bearbeiter. Es ist in einer Handschrift von 1488 aus der Advocates Library in Edinburgh erhalten.
Wie andere schottische Dichter seiner Zeit war er von Geoffrey Chaucer beeinflusst (er schrieb wie dieser in heroischen Couplets) und kannte, falls er alleiniger Autor des Wallace-Gedichts war, anscheinend Französisch und Latein.
Der erste erhaltene Druck erfolgte 1570 in Edinburgh, und es gab viele weitere Nachdrucke. Möglicherweise gab es schon 1508 einen nicht erhaltenen Druck in Edinburgh, was die Popularität des Gedichts belegt.

## Werkausgaben
- James Moir (Hrsg.): The Actis and Deidis of the Illustere and Vailyeand Campioun Schir William Wallace Knicht of Ellerslie by Henry the Minstrel Commonly Known as Blind Harry. Scottish Text Society, William Blackwood and Sons, Edinburgh 1889
- William Craigie (Hrsg.): The Actis and Deidis of Schir William Wallace. Scottish Text Society, Scholars’ Facsimiles and Reprints, New York 1940.
- Matthew P. McDiarmid (Hrsg.): Hary’s Wallace. Scottish Text Society, William Blackwood and Sons, Edinburgh, 2 Bände, 1968, 1969
- William Hamilton of Gilbertfield (Hrsg.): Blind Harry’s Wallace. Luath Press Limited, Edinburgh 1998.